# Gary Oldman
Gary Leonard Oldman (n. 21 martie 1958) este un actor britanic, producător de film, muzician, foarte bine cunoscut pentru interpretarea personajelor negative, de o moralitate îndoielnică.
A jucat în filme precum Sid and Nancy, Prick Up Your Ears, JFK, Dracula, True Romance, Léon, Al cincilea element, The Contender, seria Harry Potter în rolul lui Sirius Black, seria Batman, dar și filme precum Prietenii tăi sau Fallen Angels.
Oldman s-a remarcat la jumătatea anilor '80, atunci când unul dintre cei mai exigenți critici de film, Roger Ebert, l-a descris precum „cel mai bun actor britanic de film al generației sale”. De atunci a fost privit ca un actor foarte divers, care a avut drept modele alte personalități în domeniu din generații diferite. A primit roluri în filme de Hollywood cu buget foarte mare, dar a apărut și în proiecte independente și show-uri de televiziune. Atunci a început să și regizeze, să scrie scenarii și să producă filme, cum ar fi Nil by Mouth, un film care are la bază chiar întâmplările reale din copilăria sa. A produs și regizat multe filme.
A primit un premiu Oscar în 2018, un premiu Emmy și o nominalizare la Premiile BAFTA pentru munca sa ca actor și a fost descris pentru mult timp drept cel mai bun actor care nu a fost niciodată nominalizat la Oscar. În 1997 a fost nominalizat pentru Palme d’Or și a câștigat două premii BAFTA pentru filmul Nil By Mouth, iar acestea nu au fost singurele premii pe care le-a obținut.
Criticii de specialitate au afirmat adesea că personajele înfățișate de Gary Oldman au uimit prin faptul că actorul s-a adâncit atât de mult în tipologia lor, încât existența acestora a fost incredibil de reală și consistentă.

## Filmografie

### Film și televiziune
| An   | Titlu                                         | Rol                                | Note                                                   |
| ---- | --------------------------------------------- | ---------------------------------- | ------------------------------------------------------ |
| 1982 | Remembrance                                   | Daniel                             |                                                        |
| 1983 | Meantime                                      | Coxy                               |                                                        |
| 1984 | Dramarama                                     | Ben                                |                                                        |
| 1984 | Morgan's Boy                                  | Colin                              |                                                        |
| 1985 | Summer Season                                 | Gary                               |                                                        |
| 1985 | Honest, Decent & True                         | Derek Bates                        |                                                        |
| 1986 | Sid and Nancy                                 | Sid Vicious                        |                                                        |
| 1987 | Prick Up Your Ears                            | Joe Orton                          |                                                        |
| 1988 | Track 29                                      | Martin                             |                                                        |
| 1988 | We Think the World of You                     | Johnny                             |                                                        |
| 1989 | Criminal Law                                  | Ben Chase                          |                                                        |
| 1989 | The Firm                                      | Clive "Bex" Bissell                | Film TV                                                |
| 1989 | Chattahoochee                                 | Emmett Foley                       |                                                        |
| 1990 | Rosencrantz & Guildenstern Are Dead           | Rosencrantz                        |                                                        |
| 1990 | State of Grace                                | Jackie Flannery                    |                                                        |
| 1990 | Henry & June                                  | Pop                                | Creditat ca Maurice Escargot                           |
| 1991 | JFK                                           | Lee Harvey Oswald                  |                                                        |
| 1991 | Heading Home                                  | Ian Tyson                          | Film TV                                                |
| 1992 | Bram Stoker's Dracula                         | Count Dracula                      |                                                        |
| 1993 | True Romance                                  | Drexl Spivey                       |                                                        |
| 1993 | Romeo Is Bleeding                             | Jack Grimaldi                      |                                                        |
| 1993 | Fallen Angels                                 | Pat Keiley                         |                                                        |
| 1994 | Léon: The Professional                        | Norman Stansfield                  |                                                        |
| 1994 | Immortal Beloved                              | Ludwig van Beethoven               |                                                        |
| 1995 | Murder in the First                           | Milton Glenn                       |                                                        |
| 1995 | The Scarlet Letter                            | Rev. Arthur Dimmesdale             |                                                        |
| 1996 | Basquiat                                      | Albert Milo                        |                                                        |
| 1997 | The Fifth Element                             | Jean-Baptiste Emmanuel Zorg        |                                                        |
| 1997 | Air Force One                                 | Egor Korshunov                     |                                                        |
| 1997 | Nil by Mouth                                  | wrote/directed                     |                                                        |
| 1998 | Lost in Space                                 | Dr. Zachary Smith                  |                                                        |
| 1998 | Quest for Camelot                             | Sir Ruber                          | Voce                                                   |
| 1999 | Jesus                                         | Pontius Pilate                     | Film TV                                                |
| 2000 | The Contender                                 | Rep. Sheldon Runyon                | Plus producător executiv                               |
| 2000 | Monsignor Renard                              |                                    | necreditat                                             |
| 2001 | Nobody's Baby                                 | Buford Hill                        | Plus producător                                        |
| 2001 | Hannibal                                      | Mason Verger                       | necreditat                                             |
| 2001 | Friends                                       | Richard Crosby                     | Episodul: "The One with Monica and Chandler's Wedding" |
| 2002 | Interstate 60                                 | O. W. Grant                        |                                                        |
| 2002 | The Hire: Beat the Devil                      | The Devil                          | Film scurt                                             |
| 2002 | Greg the Bunny                                | Rolul său                          | Serial TV (1 episod)                                   |
| 2003 | Tiptoes                                       | Rolfe                              |                                                        |
| 2003 | Sin                                           | Charlie Strom                      |                                                        |
| 2004 | Harry Potter and the Prisoner of Azkaban      | Sirius Black                       |                                                        |
| 2004 | Who's Kyle?                                   | Scouse                             |                                                        |
| 2005 | Batman Begins                                 | James Gordon                       |                                                        |
| 2005 | Harry Potter and the Goblet of Fire           | Sirius Black                       |                                                        |
| 2005 | Dead Fish                                     | Lynch                              |                                                        |
| 2006 | The Backwoods                                 | Paul                               |                                                        |
| 2007 | Harry Potter and the Order of the Phoenix     | Sirius Black                       |                                                        |
| 2008 | The Dark Knight                               | James Gordon                       |                                                        |
| 2009 | The Unborn                                    | Rabbi Joseph Sendak                |                                                        |
| 2009 | Rain Fall                                     | William Holtzer                    |                                                        |
| 2009 | A Christmas Carol                             | Tiny Tim/Bob Cratchit/Jacob Marley | Voce                                                   |
| 2009 | Planet 51                                     | General Grawl                      | Voce                                                   |
| 2010 | The Book of Eli                               | Carnegie                           |                                                        |
| 2010 | Countdown to Zero                             | Narator                            | Prolog                                                 |
| 2010 | One Night in Turin                            | Narator                            |                                                        |
| 2011 | Red Riding Hood                               | Father Solomon                     |                                                        |
| 2011 | Kung Fu Panda 2                               | Lord Shen                          | Voce                                                   |
| 2011 | Harry Potter and the Deathly Hallows – Part 2 | Sirius Black                       |                                                        |
| 2011 | Tinker Tailor Soldier Spy                     | George Smiley                      |                                                        |
| 2011 | Guns, Girls and Gambling                      | Elvis                              |                                                        |
| 2012 | The Dark Knight Rises                         | James Gordon                       |                                                        |
| 2012 | Lawless                                       | Floyd Banner                       |                                                        |
| 2013 | Paranoia                                      | Nicolas Wyatt                      |                                                        |
| 2014 | RoboCop                                       | Dr. Dennett Norton                 |                                                        |
| 2014 | Dawn of the Planet of the Apes                | Dreyfus                            |                                                        |
| 2015 | Child 44                                      | Timur Nestorov                     |                                                        |
| 2017 | Darkest Hour. Ziua decisivă                   | Winston Churchill                  |                                                        |

### Jocuri video
| An   | Titlu                                             | Rol                                           | Note       |
| ---- | ------------------------------------------------- | --------------------------------------------- | ---------- |
| 1993 | Bram Stoker's Dracula                             | Count Dracula                                 | Pinball    |
| 1998 | The Fifth Element                                 | Jean-Baptiste Emmanuel Zorg                   |            |
| 2003 | Medal of Honor: Allied Assault                    | Sgt. Jack Barnes                              |            |
| 2003 | True Crime: Streets of LA                         | Rasputin "Rocky" Kuznetskov / Agent Masterson |            |
| 2006 | The Legend of Spyro: A New Beginning              | Ignitus                                       |            |
| 2007 | The Legend of Spyro: The Eternal Night            | Ignitus                                       |            |
| 2008 | The Legend of Spyro: Dawn of the Dragon           | Ignitus                                       |            |
| 2008 | Call of Duty: World at War                        | Sgt. Viktor Reznov                            |            |
| 2010 | Call of Duty: Black Ops                           | Captain. Viktor Reznov / Dr. Daniel Clarke    |            |
| 2012 | Call of Duty: Black Ops II                        | Viktor Reznov                                 | necreditat |
| 2014 | Professor Layton vs. Phoenix Wright: Ace Attorney | Story Teller                                  | necreditat |